# Suillia flavitarsis
Suillia flavitarsis är en tvåvingeart som först beskrevs av Camillo Rondani 1867.  Suillia flavitarsis ingår i släktet Suillia och familjen myllflugor. Inga underarter finns listade i Catalogue of Life.